# Енгелгард (Північна Кароліна)
Енгелгард (англ. Engelhard) — переписна місцевість (CDP) в США, в окрузі Гайд штату Північна Кароліна. Населення — 374 особи (2020).

## Географія
Енгелгард розташований за координатами 35°30′33″ пн. ш. 76°0′34″ зх. д. / 35.50917° пн. ш. 76.00944° зх. д. (35.509239, -76.009532).  За даними Бюро перепису населення США в 2010 році переписна місцевість мала площу 8,33 км², уся площа — суходіл.

## Демографія
Згідно з переписом 2010 року, у переписній місцевості мешкало 445 осіб у 163 домогосподарствах у складі 121 родини. Густота населення становила 53 особи/км².  Було 237 помешкань (28/км²).
Расовий склад населення:
| - 53,9 % — білих - 41,3 % — чорних або афроамериканців - 0,2 % — азіатів - 2,0 % — осіб інших рас |

До двох чи більше рас належало 2,5 %. Частка іспаномовних становила 9,7 % від усіх жителів.
За віковим діапазоном населення розподілялося таким чином: 24,7 % — особи молодші 18 років, 60,2 % — особи у віці 18—64 років, 15,1 % — особи у віці 65 років та старші. Медіана віку мешканця становила 40,5 року. На 100 осіб жіночої статі у переписній місцевості припадало 90,2 чоловіків;  на 100 жінок у віці від 18 років та старших — 98,2 чоловіків також старших 18 років.
За межею бідності перебувало 48,3 % осіб, у тому числі 69,0 % дітей у віці до 18 років та 0,0 % осіб у віці 65 років та старших.
Цивільне працевлаштоване населення становило 283 особи. Основні галузі зайнятості: освіта, охорона здоров'я та соціальна допомога — 18,4 %, мистецтво, розваги та відпочинок — 17,7 %, науковці, спеціалісти, менеджери — 9,9 %, виробництво — 8,8 %.